# كورت جايلز
كورت جايلز هو لاعب هوكي الجليد كندي، ولد في 30 نوفمبر 1958 في ذا باس ‏ في كندا.

## وصلات خارجية
- كورت جايلز على موقع دوري الهوكي الوطني (الإنجليزية)
- كورت جايلز على موقع قاعة مشاهير الهوكي (لاعب أن.إتش.أل) (الإنجليزية)
- كورت جايلز على موقع EliteProspects.com (الإنجليزية)
- كورت جايلز على موقع HockeyDB.com (الإنجليزية)
- كورت جايلز على موقع Hockey-Reference.com (الإنجليزية)
- كورت جايلز على موقع أوليمبيديا (الإنجليزية)